# Station Sieradz Warta
Station Sieradz Warta is een spoorwegstation in de Poolse plaats Sieradz.